# Championnat du Venezuela de football
Le Championnat du Venezuela de football (Primera División Venezolana) ou encore (Liga Venezolana) a été créé en 1921. Il est professionnel depuis 1957.

## Palmarès

### Amateur
- 1921 : América Fútbol Club
- 1922 : Centro Atlético Sport Club
- 1923 : América Fútbol Club
- 1924 : Centro Atlético Sport Club
- 1925 : Loyola Sport Club
- 1926 : Centro Atlético Sport Club
- 1927 : Venzóleo
- 1928 : Deportivo Venezuela
- 1929 : Deportivo Venezuela
- 1930 : Centro Atlético Sport Club
- 1931 : Deportivo Venezuela
- 1932 : Unión Sport Club
- 1933 : Deportivo Venezuela
- 1934 : Unión Sport Club
- 1935 : Unión Sport Club
- 1936 : Dos Caminos SC
- 1937 : Dos Caminos SC
- 1938 : Dos Caminos SC
- 1939 : Unión Sport Club
- 1940 : Unión Sport Club
- 1941 : Litoral Sport Club
- 1942 : Dos Caminos SC
- 1943 : Loyola Sport Club
- 1944 : Loyola Sport Club
- 1945 : Dos Caminos SC
- 1946 : Deportivo Español
- 1947 : Unión Sport Club
- 1948 : Loyola Sport Club
- 1949 : Dos Caminos SC
- 1950 : Unión Sport Club
- 1951 : Universidad Central
- 1952 : La Salle FC
- 1953 : Universidad Central
- 1954 : Deportivo Vasco
- 1955 : La Salle FC
- 1956 : Banco Obrero

### Professionnel
- 1957 : Universidad Central
- 1958 : Deportivo Portugués
- 1959 : Deportivo Español
- 1960 : Deportivo Portugués
- 1961 : Deportivo Italia
- 1962 : Deportivo Portugués
- 1963 : Deportivo Italia
- 1964 : Deportivo Galicia
- 1965 : Lara Fútbol Club
- 1966 : Deportivo Italia
- 1967 : Deportivo Portugués
- 1968 : Unión Deportiva Canarias
- 1969 : Deportivo Galicia
- 1970 : Deportivo Galicia
- 1971 : Valencia Fútbol Club
- 1972 : Deportivo Italia
- 1973 : Portuguesa FC
- 1974 : Deportivo Galicia
- 1975 : Portuguesa FC
- 1976 : Portuguesa FC
- 1977 : Portuguesa FC
- 1978 : Portuguesa FC
- 1979 : Deportivo Táchira
- 1980 : Estudiantes de Mérida
- 1981 : Deportivo Táchira
- 1982 : Atlético San Cristóbal
- 1983 : Universidad de Los Andes
- 1984 : Deportivo Táchira
- 1985 : Estudiantes de Mérida
- 1986 : Unión Atlético Táchira
- 1986-1987 : CS Maritimo
- 1987-1988 : CS Maritimo
- 1988-1989 : Mineros de Guayana
- 1989-1990 : CS Maritimo
- 1990-1991 : Universidad de Los Andes
- 1991-1992 : Caracas FC
- 1992-1993 : CS Maritimo
- 1993-1994 : Caracas FC
- 1994-1995 : Caracas FC
- 1995-1996 : Minervén FC
- 1996-1997 : Caracas FC
- 1997-1998 : Atlético Zulia
- 1998-1999 : Deportivo Italchacao
- 1999-2000 : Deportivo Táchira
- 2000-2001 : Caracas FC
- 2001-2002 : Club Nacional Táchira
- 2002-2003 : Caracas FC
- 2003-2004 : Caracas FC
- 2004-2005 : Unión Atlético Maracaibo
- 2005-2006 : Caracas FC
- 2006-2007 : Caracas FC
- 2007-2008 : Deportivo Táchira
- 2008-2009 : Caracas FC
- 2009-2010 : Caracas FC
- 2010-2011 : Deportivo Táchira
- 2011-2012 : Deportivo Lara
- 2012-2013 : Zamora FC
- 2013-2014 : Zamora FC
- 2014-2015 : Deportivo Táchira
- 2015 : Zamora FC
- 2016 : Zamora FC
- 2017 : Monagas SC
- 2018 : Zamora FC
- 2019 : Caracas FC
- 2020 : Deportivo La Guaira
- 2021 : Deportivo Táchira
- 2022 : Metropolitanos
- 2023 : Deportivo Táchira
- 2024 : Deportivo Táchira

### Lien
- (en) Palmarès du championnat du Vénézuela sur le site RSSSF.com